# Berți, Mostîska
Berți (în ucraineană Берці) este un sat în comuna Mali Mokreanî din raionul Mostîska, regiunea Liov, Ucraina.

## Demografie
Componența lingvistică a localității Berți
     Ucraineană (100%)
Conform recensământului din 2001, toată populația localității Berți era vorbitoare de ucraineană (100%).